# Plzeňské povstání (1953)
Plzeňské povstání je označení pro násilně potlačené protikomunistické nepokoje, které proběhly v Plzni dne 1. června 1953.
Povstání bylo důsledkem hospodářské krize, do které zemi přivedla vláda KSČ a zejména měnové reformy, schválené 30. května 1953, jež zbavila většinu společnosti úspor a omezila výhody doposud silně podporované dělnické třídy, která se následně zčásti postavila proti režimu. Plzeňské povstání bylo největší z více než 130 stávek a nepokojů, které se v Československu ve dnech 2.–5. června 1953 odehrály. Do povstání se zapojilo na 20 tisíc osob, které na necelý den ovládly značnou část města a až večer jejich neposlušnost potlačily přivolané ozbrojené posily.
Během plzeňského povstání bylo na obou stranách zraněno na 250 osob, dalších 331 osob bylo následně odsouzeno v politických procesech a proběhla i vlna represí a čistek. Na druhé straně byl režim, kterému hrozilo vnitřní zhroucení, donucen k určitým ústupkům vedoucím ke zlepšení životní úrovně obyvatelstva, které v konečném důsledku stabilizovaly jeho vládu.
Po plzeňském povstání následovaly další nepokoje i v ostatních komunistických satelitech. O dva týdny později (17. června 1953) došlo k dnes známějšímu protikomunistickému povstání v NDR, nebo o tři roky později pak k dělnickému povstání v polské Poznani (Poznaňské povstání) a k Národnímu povstání v Maďarsku. Situace v Československu však v té době již zůstala klidná.

## Příčiny
Po únorovém převratu v roce 1948 českoslovenští komunisté započali s přebudováváním Československa po sovětském vzoru. Například opustili tradiční lehký průmysl (sklo, textil apod.), vyrábějící spotřební zboží a začali budovat průmysl těžký, od roku 1951 určený k vytvoření silné armády pro novou světovou válku. Mělo to řadu dopadů. Ekonomika rostla 30% tempem, ale útlum lehkého průmyslu a akutní nedostatek spotřebního zboží vedly k tomu, že nominální příjmy obyvatelstva nebylo za co utratit. Bylo investováno obrovské množství prostředků do průmyslu, jenže průmysl je nedokázal vrátit. Došlo ke katastrofálnímu vnitřnímu zadlužení a především k velkému nárůstu nekryté kupní síly obyvatelstva. Výjimku tvořila kolektivizovaná agrární sféra, pobírající zlomek mezd dělníků. Navíc stále existoval přídělový systém s potravinovými lístky. Jevy, jako byla překotná militarizace společnosti, kolektivizace v zemědělství, politické procesy, nedostatek spotřebního zboží a dokonce i potravin, vedly v letech 1951–1953 k hluboké ekonomické a sociální krizi režimu, kterému reálně hrozilo vnitřní zhroucení.
Měnová reforma z 31. května 1953 umožnila komunistickému režimu ovládnout to, co ještě plně neovládal – peníze. Lidé přišli o většinu svých úspor, které si stát ponechal, stejně jako veškeré vázané vklady, státní dluhopisy, životní pojistky a další cenné papíry. Zároveň se ceny zvýšily o 14 % u spotřebního zboží a 27 % u potravin. Měnová reforma se dotkla všech vrstev obyvatelstva, ale nejvíc těch, kteří byli záštitou režimu, na kterých režim stavěl, dělnictva. Dělníci najednou přišli o většinu výhod, kterými si režim získával jejich loajalitu. Stát se naopak výrazně obohatil a jeho zisk je odhadován na více než 14 miliard tehdejších korun. Nespokojenost obyvatel, mimo zhoršení jejich reálných příjmů, zhoršoval i fakt, že ministerstvo vnitřního obchodu zastavilo dodávky zboží určeného pro volný prodej v maloobchodní síti, aby lidé nemohli peníze utratit v nákupní horečce, když úvahy o reformě prosakovaly v průběhu května na veřejnost.
Režim počítal s možnou reakcí veřejnosti a již 28. května uvedl do pohotovosti vybrané oddíly armády, Lidových milic a také svůj stranický aparát. Československý průmysl poté ve dnech 2.–5. června 1953 zasáhla vlna na 130 spontánních, různě velkých, stávek a demonstrací, z nichž nejznámější bylo právě povstání v Plzni.

## Bouře v Plzni
Večer 30. května v 17 hodin přinesl rozhlas o měnové reformě poprvé hlášení a následující den tato informace vyšla v tisku. Největší protesty začaly následujícího dne v plzeňské Škodovce, která tehdy nesla jméno Závody Vladimíra Iljiče Lenina. Ranní směna byla reformou pobouřena. Lidem šlo nejprve o ekonomické cíle – plzeňská Škodovka vyplatila mzdy a platy úmyslně předčasně, aby je nebylo nutné vyplácet až po měnové reformě, čímž výplatu znehodnotila (hněv se však později obrátil všeobecně proti pražskému režimu). Stále však byl relativní klid. Přesto se v závodu tvořily hloučky nespokojenců, které se před desátou hodinou spojily v dav asi tisíce osob. Hloučky demonstrantů se tvořily i v jiných podnicích, například v Elektrotrakci Plzeň-Doudlevce. Kolem jedenácté se hlavní skupiny spojily, vydaly se směrem do centra na náměstí Republiky, kde se již u radnice vytvořil mnohatisícový dav demonstrantů (k demonstracím se přidalo také mnoho studentů). Celkem šlo odhadem o 20 tisíc osob. Zde je nutno zmínit, že mezi demonstranty bylo velké množství členů samotné KSČ.
Demonstranti provolávali protirežimní hesla a vyslali do budovy radnice své dva zástupce, kteří zde ale byli zatčení. Demonstranti poté radnici obsadili, vyhodili okny busty Gottwalda, Stalina a nahradili je portrétem Edvarda Beneše. Ničeny byly i ostatní komunistické symboly. Obsazen byl i městský rozhlas, budova soudu, kde ničili soudní spisy a proběhl i neúspěšný pokus o napadení věznice Bory a propuštění zde držených politických vězňů. Jeden ze soudců se pokusil bránit střelbou ze služební pistole a někteří ze soudců, participující na politických procesech, byli inzultováni. Na Dukelském náměstí demonstranti zapálili dřevěný transparent o rozměrech 10x15 metrů, na kterém byla mapa Sovětského svazu a nápis: „Se SSSR na věčné časy“. Zasahujícím hasičům následně přeřezali hadice. Lidovým milicím a SNB se situace vymkla z rukou. Během odpoledne demonstranti prakticky ovládli celé město. Jejich očekávání, že se povstání rozšíří do dalších měst, se však nenaplnilo.
K potlačení povstání byly do města povolány silné posily, které tvořily ozbrojené jednotky Pohraniční stráže, Československé lidové armády, Lidových milicí, StB a vojsk Ministerstva národní bezpečnosti. Tyto jednotky ještě během odpoledne postupně opět získaly kontrolu nad městem a večer již docházelo jen k ojedinělým potyčkám. Stoupenci režimu dokonce odpoledne uspořádali demonstraci na jeho podporu, během které byl stržen pomník T. G. Masaryka na dnešním Masarykově náměstí. Podle dobových svědectví se na odstranění sochy podílel herec plzeňského divadla Josef Větrovec, který měl bronzové soše přehodit na krk oprátku, aby mohla být jeřábem vyzdvižena na nákladní automobil, podle jiných svědectví byla socha rozbita na místě. Ještě téhož dne byla ve Škodových závodech roztavena. Osud dalších součástí sousoší zůstává neznámý. V odvetu vyhodil student Obchodní akademie z okna budovy na plochu Masarykova náměstí Gottwaldovu bustu. V průběhu povstání nebyl nikdo zabit (na střelná zranění však zemřeli dva lidé), 200 demonstrantů a 48 členů komunistických represivních složek bylo zraněno. Další oběti přinesla vlna tvrdých represí, kterými režim na povstání reagoval.

## Následky
Ihned po potlačení povstání začalo zatýkání a příprava politických procesů (nejen v Plzni, ale ve všech místech, kde demonstrace propukly). Přímo v Plzni bylo zatčeno okolo 650 osob, dále například na Ostravsku 84, v Praze 61, ve Strakonicích 18 či ve Vimperku 9 osob. V Plzni samotné se v červenci 1953 konalo 14 politických procesů, ve kterých bylo odsouzeno 331 osob. Došlo i k mimosoudní perzekuci. U lidí byly zjišťovány jejich postoje, docházelo k propouštění ze zaměstnání či nucenému vystěhování.
Přestože povstání v zásadě nemohlo režim výrazně ohrozit, jeho rozsah režim zaskočil, stejně jako fakt, že na něm participovala řada členů samotné KSČ. Strana nařídila očištění od členů se sociálně-demokratickým smýšlením nebo nízkou loajalitou. Brzy po potlačení povstání prezident Antonín Zápotocký dělníky napadl ve svém projevu, když hovořil o tom, že „nelze vytvářet kult dělníka, kterému je vše dovoleno“. Mezi členy KSČ také proběhla vlna prověrek a čistek.
Důležitým důsledkem nepokojů a protirežimních demonstrací v červnu 1953 byla změna priorit komunistického režimu, který začal podnikat pragmatické kroky k tomu, aby ve společnosti obnovil podporu pro svou vládu – zejména aby zvýšil životní úroveň obyvatel. Došlo proto například k částečnému omezení militarizace společnosti a podpory těžkého průmyslu. Díky tomu se komunistickému režimu podařilo svou vládu upevnit a stabilizovat, takže v době největších nepokojů, které v roce 1956 zachvátily Maďarsko a Polsko, zůstala situace (kromě strachu, který skalní komunisty zachvátil) v Československu velice klidná.
Vedoucí osobnosti komunistické strany byly rozhodnuty prezentovat celou událost jako vyprovokovanou imperialistickými agenty, což zůstalo oficiálním stanoviskem až do roku 1989. Žádná další násilná povstání, jejichž cílem by bylo zničení komunistického režimu, se v Československu neobjevila. Sametová revoluce v roce 1989, která ukončila vládu komunistické strany, proběhla bez násilí. Podrobné povědomí o plzeňských událostech v roce 1953 bylo a stále je v české veřejnosti poměrně malé. Otřesená víra ve stabilitu měny trvala desetiletí.